# Bedřich Váška
Bedřich Váška   (Mladá Vožice, 5 de març de 1879 - Worcester, 9 de desembre de 1978)
 va ser un violoncel·lista txec.
Va néixer a la família d'un jove professor Antonín Váška. Des de ben petit va mostrar interès per la música. El jove Bedřich va rebre la seva primera formació del seu pare. Va tocar el piano, el violí i després l'orgue. Més tard va intercanviar aquests instruments per violoncel. Després de deixar el liceu Tàbor, va actuar sovint en diverses produccions públiques. De 1879 a 1897 va estudiar al Conservatori de Praga sota el prof. H. Wihana. Va estudiar dos anys a Frankfurt amb el professor Becker. Posteriorment va ser cridat al Conservatori de Praga per convertir-se en el seu successor del professor Wihan. El 1900 es va convertir en solista de l'Orquestra Simfònica de Sestroreck a prop de Sant Petersburg, d'on es va traslladar a Lviv. El 1901 va treballar com a violoncel·lista solista i primer mestre de concerts de la Societat Filharmònica de Varsòvia, on va romandre fins al 1905. Després de tornar a casa, va actuar amb el quartet "Ševčík-Lhotský", que va actuar amb gran èxit a tots els països europeus. El 1906, Vašek es va casar. Es va casar amb Augusta Ondříčková com a esposa. Després de 1910, viatjà a Nova York per consell del seu cunyat František Ondříček. Va treballar principalment a Nova York i Boston. Es va convertir en professor de violoncel a la Universitat de Nova York i va ensenyar a cinquanta alumnes. Váška també va ser membre del "quartet Eastman" de Rochester .
El 1919 va fundar el "New York String Quartet" amb Ottokar Čadek, Ludvik Schwab i Jaroslav Šiškovským. Després de tres anys de preparació, el quartet va actuar i va tenir un gran èxit. Seguit de recorreguts per ciutats americanes i canadenques. El 1930, després de la sobtada mort d'O. Čadek, el quartet es va trencar. Vasek després va actuar com a membre del Worcester Quartet i va continuar la seva carrera en solitari i la seva docència. El 1952 va morir la seva dona Augusta. Bedřich Váška es va casar per segona vegada, i el 1959 es va casar amb la seva violoncel·lista Lydia K. King. Bedřich Váška va morir el 9 de desembre de 1978 a Worcester, Massachusetts, Estats Units. El 1980, l'urna i les seves cendres van ser transportades per la seva dona a una tomba familiar al cementiri de l'Església de Nicholas a Mladá Vožice.